# Fairmont (Nebraska)
Fairmont è un comune degli Stati Uniti d'America, situato nello Stato del Nebraska, nella contea di Fillmore.